# Get Us Out of Here
Get Us Out of Here è il secondo album del gruppo musicale britannico Freur, pubblicato nel 1986 dall'etichetta discografica CBS.
Dal disco, prodotto dai Freur insieme a John Hudson, sono stati estratti i singoli The Devil and Darkness, Look in the Back for Answers e The Piano Song.

## Tracce
CBS Records (26328)
Testi e musiche di Freur.
1. Look in the Back for Answers – 4:31
2. Emeralds and Pearls – 5:17
3. Kiss Me – 3:48
4. A.O.K.O – 3:15
5. The Devil and Darkness – 4:38
6. The Piano Song – 4:23
7. Happiness – 4:01
8. Endless Groove – 3:25
9. This Is the Way I'd Like to Live My Life – 3:41
10. Bella Donna – 4:48

Durata totale: 41:47

## Formazione
- Karl Hyde (voce, chitarre)
- Rick Smith (tastiere)
- Alfie Thomas (basso, tastiere)
- Bryn Burrows (tamburi)
- John Warwicker (tastiere)